# ميك مارتين
ميك مارتين هو لاعب كرة قدم أسترالية فلبيني، ولد في 31 أغسطس 1968.

## وصلات خارجية
- ميك مارتين على موقع AustralianFootball.com (الإنجليزية)
- ميك مارتين على موقع AFLtables.com (الإنجليزية)